# Bogdan Kołodziejski
Bogdan Kołodziejski (ur. 31 maja 1930 w Warszawie zm. 25 lutego 2015) – polski dziennikarz, podróżnik, reportażysta, autor filmów dokumentalnych i reportaży telewizyjnych.

## Życiorys
Syn Edwarda i Heleny z domu Stefańska. Żołnierz Szarych Szeregów, uczestnik powstania warszawskiego. Był żołnierzem Szarych Szeregów w Hufcu Obrońców Warszawy, walczył na Żoliborzu i w Śródmieściu w batalionie „Kiliński”, potem pełnił służbę jako łącznik Kwatery Głównej Szarych Szeregów. Kontuzjowany w kręgosłup i głowę, hospitalizowany. Po upadku powstania trafił do niewoli niemieckiej – do grudnia 1944 roku był jeńcem Stalagu X-B Sandbostel, potem wykonywał prace przymusowe w Nordhorn.
Absolwent Gimnazjum Ogólnokształcącego 1. Polskiej Dywizji Pancernej w Quakenbrueck, w brytyjskiej strefie okupacyjnej Niemiec. Ukończył Polską Szkołę Jungów na „Darze Pomorza”, studiował na Wydziale Nawigacyjnym Państwowej Szkoły Morskiej, absolwent Wydziału Dziennikarstwa Uniwersytetu Warszawskiego. Został pochowany na Cmentarzu Komunalnym na Powązkach (kwatera B18-7-16).

## Publikacje
Publikował m.in. w „Sztandarze Młodych”, „Życiu Warszawy”, „Kontynentach”, „Dookoła Świata”. Redaktor Naczelny miesięcznika „Panorama Polska” (d. „Nasza Ojczyzna” – 1969-72). W latach 1972–81 – skandynawski korespondent Polskiego Radia i Telewizji z siedzibą w Kopenhadze. Uczestnik telewizyjnego „Klubu Sześciu Kontynentów”. Podróżował z kamerą filmową m.in. po kontynentalnych krajach skandynawskich, Irlandii, RFN, Islandii, Wyspach Owczych, Grenlandii, Australii, Nowej Zelandii, archipelagu Fidżi (autor książki pt. „Dwadzieścia Tysięcy Kilometrów Antypodów”, Książka i Wiedza, 1971; seria: „Kontynenty”).
Członek Stowarzyszenia Dziennikarzy Polskich, Stowarzyszenia autorów ZAiKS, Stowarzyszenia Szarych Szeregów.

## Reportaże i dokumenty filmowe

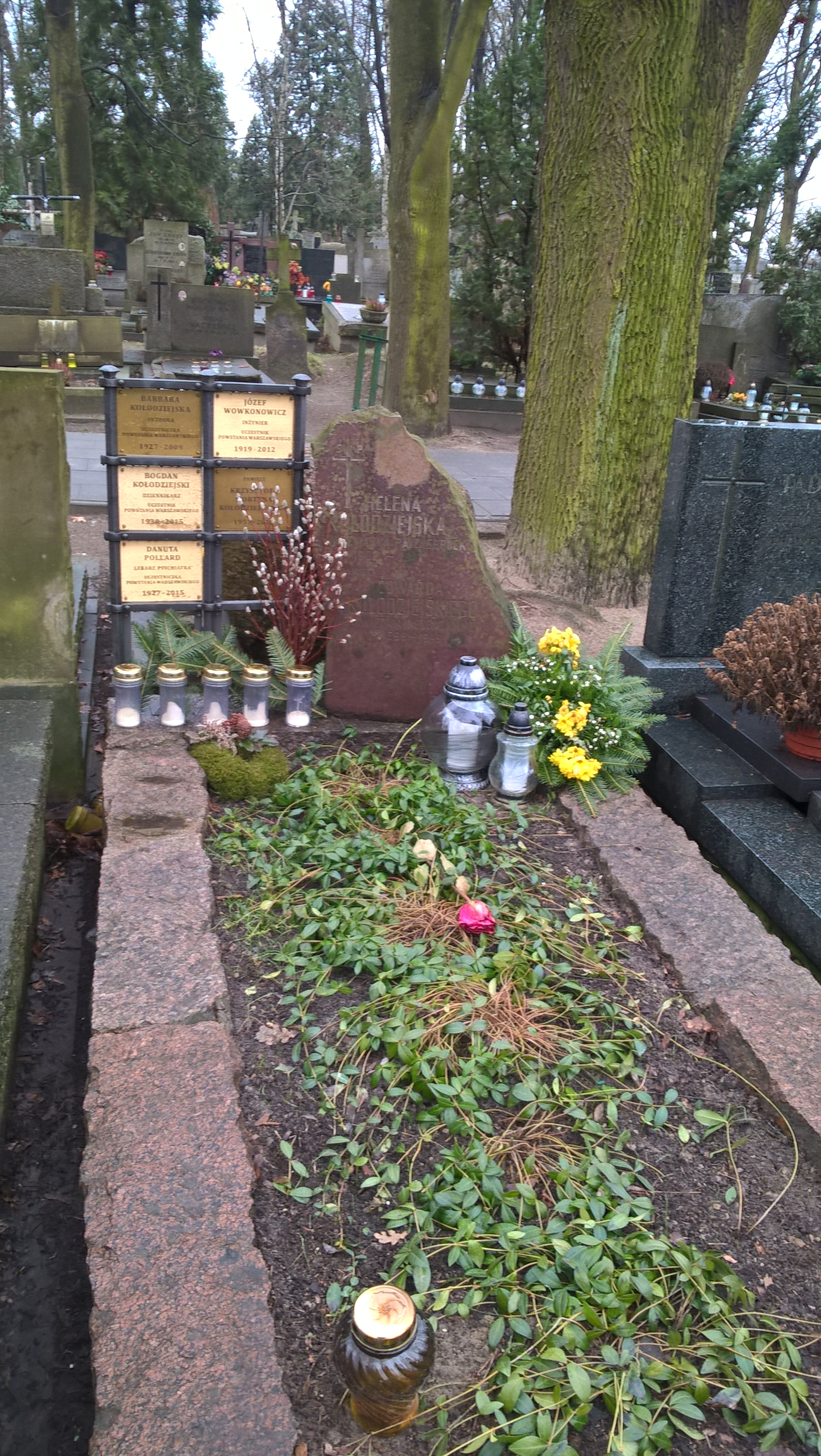
Grób Bogdana Kołodziejskiego na Cmentarzu Wojskowym na Powązkach w Warszawie

- “Rendez-vous w Helsinkach” (zdjęcia, komentarz; 1962)
- “W Duńskim Przedszkolu” (zdjęcia, komentarz; 1963)
- “Czas Starości” (zdjęcia, komentarz; 1963)
- “Daleka i Bliska” (zdjęcia, komentarz; 1964)
- “Lutnik z Weimaru” (zdjęcia; 1964)
- “Dar Oceanu” (zdjęcia, komentarz; 1966)
- “Archipelag Ostatniego Południka” (zdjęcia, komentarz; 1968)
- “Gdzieś na Końcu Świata” (zdjęcia, komentarz; 1968)
- “W Stronę Grzesznej Mili” (zdjęcia, komentarz; 1968)
- “Rovaniemi” (zdjęcia, komentarz; 1970)
- “Droga Wiodła nad Slaglille” (zdjęcia, komentarz; 1970)
- “Pamięć Wiecznie Żywa” (realizacja; 1971)
- “Dagny Znaczy Jutrzenka” (scenariusz, zdjęcia, realizacja; 1976)
- “Seamus Heaney – Irlandia Literacka” (zdjęcia, komentarz, realizacja; 1977)
- “Irlandia Walczy” (zdjęcia, komentarz, realizacja; 1977)
- “W Kraju Człowieka” (zdjęcia, komentarz, realizacja; 1980)
- “U Zbiegu Mórz” (zdjęcia, komentarz, realizacja; 1980)
- “Pod Siódmą z Gwiazd” (zdjęcia, komentarz, realizacja; 1980)
- “Norymberskie Przypadki Mistrza Wita” (reżyseria, scenariusz, zdjęcia; 1985)
- “Niedaleko od Norymbergi” (reżyseria, scenariusz, zdjęcia; 1985)
- “Pani Burmistrz Tove Smidt” (scenariusz, zdjęcia, realizacja; 1985)

Źródła weryfikacji:
- Wielka Ilustrowana Encyklopedia Powstania Warszawskiego tom 3, cz. 1, str. 476; tom 4 str. 521 – 559; tom 5 str. 305
- Zbiory archiwalne mediów drukowanych wymienionych w tekście (1951-1981)
- Mały Rocznik Filmowy CWF od roku 1968 – z niezbędnym uzupełnieniem zrealizowanych pozycji i oczywistego autorstwa tekstów.
- Zasoby archiwalne Wytwórni Tele-AR i Interpress-film zdeponowane w WFDiF w Warszawie
- Zasoby archiwalne wytwórni Poltel oraz TVP S.A.
- Filmoteka Państwowej Wyższej Szkoły Filmowej, Telewizyjnej i Teatralnej w Łodzi – z niezbędnym uzupełnieniem oczywistego autorstwa tekstów

## Odznaczenia
- Krzyż Armii Krajowej
- Warszawski Krzyż Powstańczy
- Medal za Warszawę 1939–1945[4]
- Medal Zwycięstwa i Wolności 1945
- Krzyż Zasługi dla ZHP z Rozetą z Mieczami
- Odznaka Weterana Walk o Niepodległość
- Odznaka Pamiątkowa Akcji „Burza”